# Tokudaiji (Kuge)

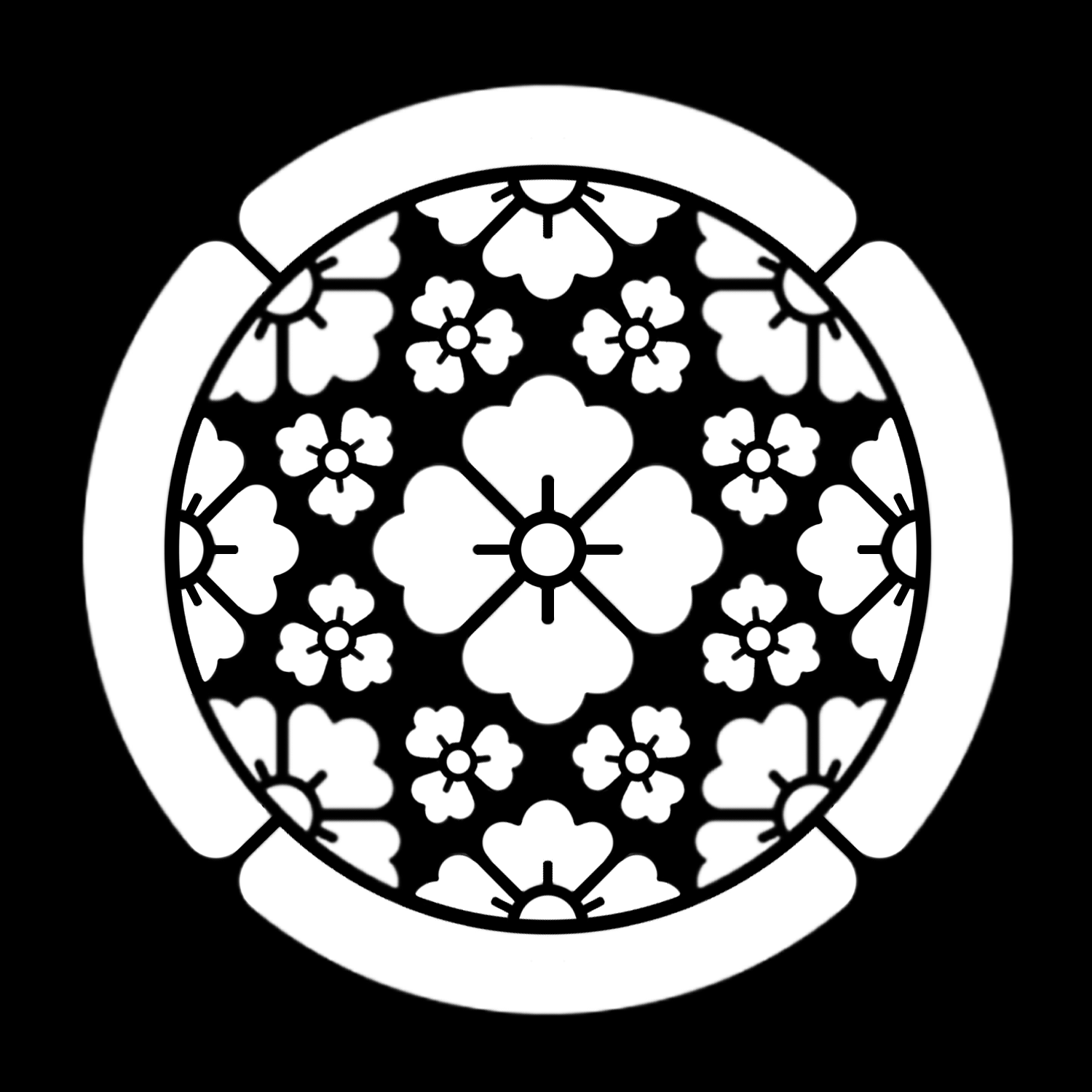
Wappen der Tokudaiji

Die Tokudaiji (japanisch 徳大寺家, Tokudaiji-ke) waren ein Zweig der Fujiwara, der sich von Fujiwara no Kinzane (藤原公実; 1053–1107) ableitete. Diese Familie war eine der sieben Seika.

## Genealogie
- Tokudaiji Saneyoshi (徳大寺 實義; 1096–1157), Sohn des Kinzane, war der erste, der den Namen „Tokudaiji“ trug. Seine Schwester Fujiwara no Tamako (藤原 璋子) heiratete den Kaiser Toba und war die Mutter von Sutoku und Go-Shirakawa. Auf Grund dieser Beziehung erfreute sich Saneyoshi großer kaiserlicher Gunst. Er bekleidete das Amt des Sadaijin und unterstützte Toba in seinem Kampf gegen die Taira.

Die Familie ist verwandt mit den Kazan’in. Nach der Meiji-Restauration 1868 wurde das Oberhaupt der Familie zum Fürsten (Marquis) ernannt.